# Sarry (Marne)
Sarry település Franciaországban, Marne megyében. Lakosainak száma 2028 fő (2022. január 1.). Sarry Châlons-en-Champagne, Compertrix, Coolus, Courtisols, Écury-sur-Coole, Moncetz-Longevas, Saint-Memmie és Sogny-aux-Moulins községekkel határos.

## Népesség
A település népessége az elmúlt években az alábbi módon változott:
| Lakosok száma | 585  | 1401 | 2084 | 2071 | 2084 | 2063 | 2046 | 2037 | 2023 | 2028 |
|               | 1968 | 1982 | 1990 | 2006 | 2013 | 2015 | 2017 | 2019 | 2020 | 2022 |